# Johann Matthias Schröckh

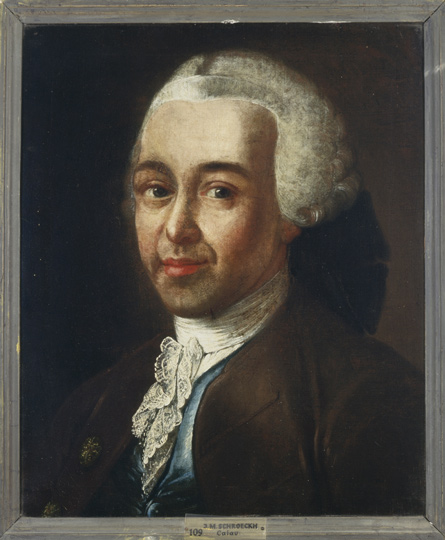
Johann Matthias Schröckh, porträtterad av Benjamin Calau.

Johann Matthias Schröckh (även Schroeckh), född den 26 juli 1733 i Wien, död den 1 augusti 1808 i Wittenberg, var en tysk kyrkohistoriker.
Schröckh blev professor 1762 i Leipzig och 1767 i Wittenberg. Han utgav ett mycket omfattande kyrkohistoriskt arbete, som tillika utmärktes genom grundlighet och opartiskhet: Christliche Kirchengeschichte (35 band, 1768–1803, band 1–18 i ny upplaga av Heinrich Gottlieb Tzschirner, 1772–1825) och dess fortsättning, Kirchengeschichte seit der Reformation (10 band, 1804–1812, slutet av Tzschirner). Han författade också Allgemeine Biographie (8 band, 1767–1791) med mera. Hans Historia religionis et ecclesiae christianae (1777; 7:e upplagan 1828) översattes 1791 till svenska av Samuel Ödmann.